# Florent Vollant
Pour les articles homonymes, voir Vollant.
Florent Vollant, né le 10 août 1959 au Labrador, est un chanteur, guitariste et auteur-compositeur-interprète innu du Canada. 
Ayant grandi à Maliotenam au Québec, il se fait connaître au grand public à travers le duo de musique folk Kashtin formé avec le guitariste chanteur Claude McKenzie avant d'entreprendre une carrière solo.
Vendus par centaines de milliers de copie à travers le monde, ses albums, tant avec Kashtin qu'en solo sont récompensés de nombreux prix Juno et Félix. Il est également décoré de plusieurs distinctions honorifiques, dont celle de chevalier de l'Ordre national du Québec.

## Biographie
Florent Vollant naît en 1959 aux environs de l'actuelle Labrador City, au Labrador. Ses parents étaient chasseurs-trappeurs et guides pour les explorateurs miniers ou les pourvoyeurs. Ses parents traduisent en innu-aimun des chansons country qu'ils captent sur le radio à transitors (en).
À l'âge de cinq ans, il est enlevé de sa famille pour être interné au pensionnat autochtone de Maliotenam afin d'y être scolarisé,. Là-bas, il découvre la musique grâce aux chants religieux ainsi qu'à un xylophone-jouet et un harmonica en forme de banane,.
À l'adolescence, lorsque le pensionnat est fermé, il connaît un épisode de délinquance avant de s'intéresser à la musique, notamment grâce à Philippe McKenzie. À 18 ans, il est emprisonné pendant quelques mois pour avoir lancé une roche sur une voiture de police lors de tensions entre Innus et blancs.
En 1984, il fonde le festival Innu Nikamu à Maliotenam, qui se tient sur le site de l'ancien pensionnat. C'est cette année-là qu'il commence à chanter avec Claude McKenzie, formant ainsi le duo Kashtin.
Kashtin fait paraître son premier album en 1989, produit par Guy Trépanier. Le groupe écoule plus de 200 000 copies de son microsillon partout au monde, et est récompensé de deux prix Félix. Après la parution de l'album, le duo accède rapidement à la célébrité et s'installe à Montréal. Vollant s'y lie d'amitié avec le chanteur Richard Séguin. Le groupe connaît un succès international, se produisant en France, en Belgique, en Corée du Sud, aux États-Unis. Il se produit avec les Gipsy Kings, Robbie Robertson, Michel Rivard et Richard Séguin. Au Québec, leur succès est abruptement interrompu lorsque les stations de radio boycottent la musique autochtone à l'issue de la crise d'Oka.

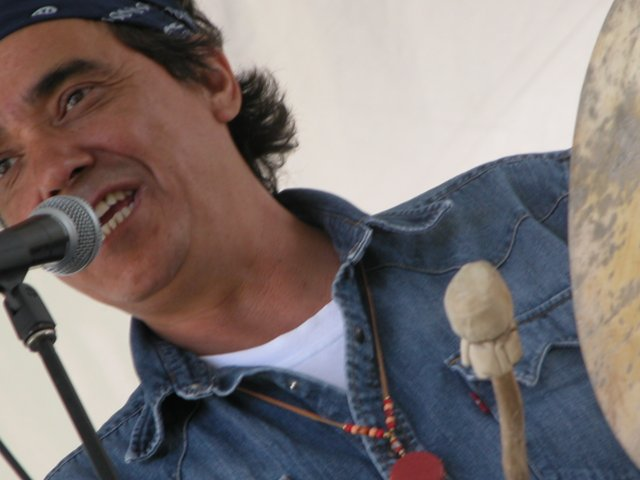
Florent Vollant en prestation en 2006.

Après la dissolution de Kashtin, Florent Vollant continue seul l'expérience musicale. En vingt ans, il enregistre cinq albums.
En 1997, il ouvre le studio Makusham à l'arrière de sa maison à Maliotenam. Plusieurs artistes vont y enregistrer leurs disques dont Marc Déry, Zachary Richard, Bryan André, David Hart, Samian.
Son album de Noël, Nipaiamianan, lui vaut une bénédiction apostolique du pape Jean Paul II, de même qu'un prix Juno en 2001. Il est également le compositeur de la musique du générique des Aventures dans le monde perdu de Sir Conan Doyle.

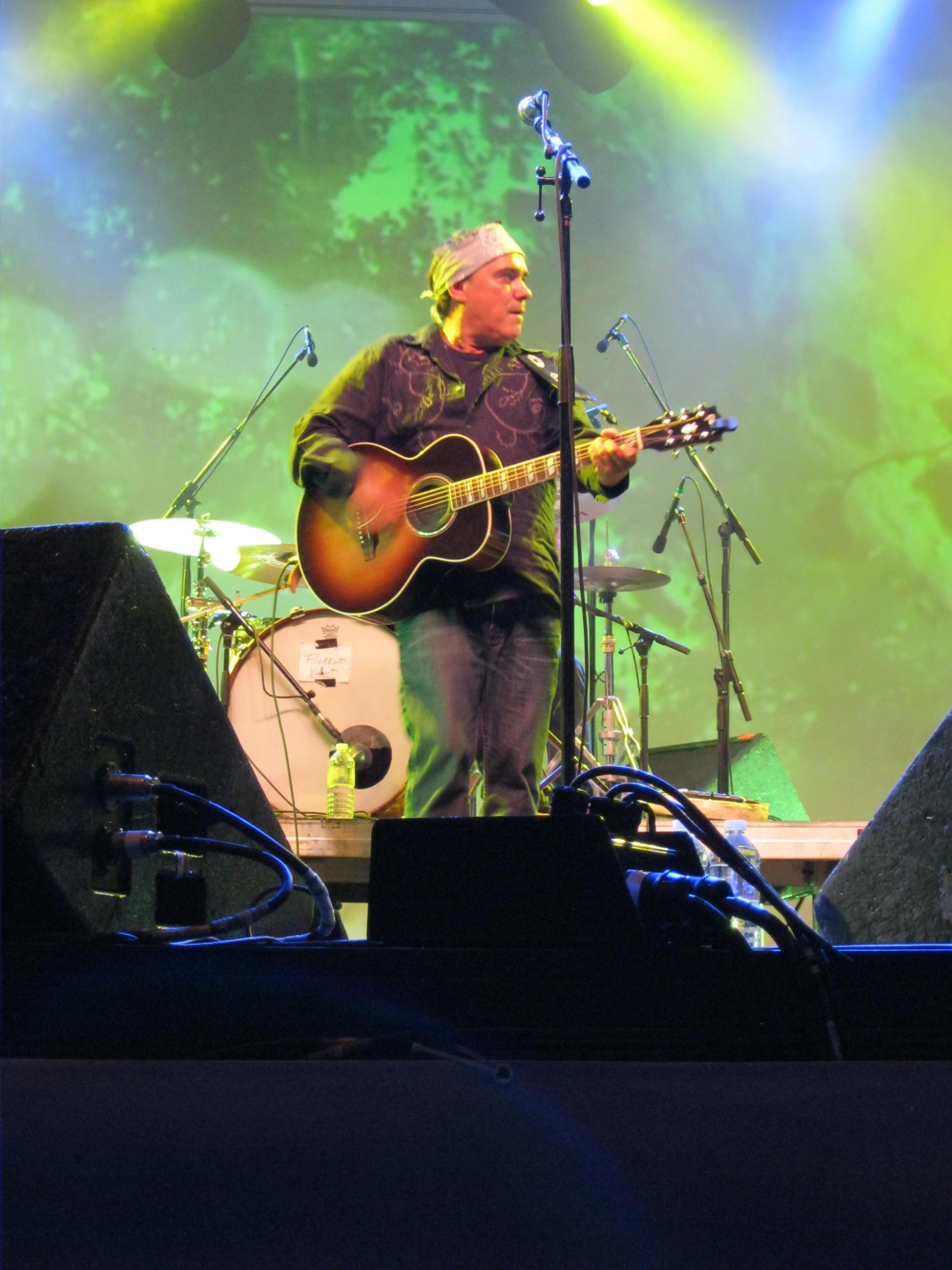
Florent Vollant au festival Présence autochtone en 2012.

À partir de 2010, il anime l'émission musicale Makushan au Réseau de télévision des peuples autochtones.
En 2017, il reçoit le titre de compagnon de l'Ordre des arts et des lettres du Québec. L'année suivante, J. Michel Doyon lui remet la Médaille du lieutenant-gouverneur pour mérite exceptionnel. En 2021, il est fait chevalier de l'Ordre national du Québec, plus haute distinction honorifique remise par l'État.
Le 10 avril 2021, il est hospitalisé à la suite d'un malaise dû à une hémorragie cérébrale,.
En 2022, il participe le 23 juin au spectacle de la fête nationale sur les plaines d'Abraham à Québec. En mars 2023, il fait partie d'un groupe d'artistes autochtones qui demande au CRTC et aux radios commerciales de créer un quotas de 5 % de musique autochtone sur les ondes. 

## Discographie
- Nipaiamianan (1999, réédité en 2014)[14]
- Katak (2003)
- Eku Mamu (2009)
- Puamuna (2015)
- Mishta Meshkenu (2018)
- Tshitatau (2024)

## Honneurs et distinctions

### Gala de l'ADISQ
| Année | Catégorie                                                                        | Pour            | Résultat   |
| ----- | -------------------------------------------------------------------------------- | --------------- | ---------- |
| 1990  | artiste québécois s'étant le plus illustré hors Québec                           | Kashtin         | nomination |
| 1990  | découverte de l'année                                                            | Kashtin         | nomination |
| 1990  | groupe de l'année                                                                | Kashtin         | nomination |
| 1990  | microsillon de l'année - country-folklore                                        | Kashtin         | lauréat    |
| 1990  | microsillon de l'année - premier disque                                          | Kashtin         | lauréat    |
| 1991  | artiste québécois s'étant le plus illustré dans une autre langue que le français | Kashtin         | nomination |
| 1991  | artiste québécois s'étant le plus illustré hors Québec                           | Kashtin         | nomination |
| 2004  | artiste québécois s'étant le plus illustré dans une autre langue que le français | Florent Vollant | nomination |
| 2019  | album de l'année - autres langues                                                | Mishta meshkenu | nomination |
| 2019  | artiste autochtone de l'année                                                    | Florent Vollant | lauréat    |
| 2024  | Artiste Autochtone de l’année                                                    | Florent Vollant | nomination |
| 2024  | Album de l'année - Langues autochtones                                           | Tshitatau       | lauréat    |

### Prix Juno[21]
| Année | Catégorie                                             | Pour         | Résultat   |
| ----- | ----------------------------------------------------- | ------------ | ---------- |
| 1992  | meilleur album folklore & traditionnel                | Innu         | nomination |
| 1992  | meilleur enregistrement de musique du monde           | Innu         | nomination |
| 1995  | meilleur enregistrement de musique aborigène canadien | Akua tuta    | nomination |
| 2001  | meilleur enregistrement de musique aborigène canadien | Nipaiamianan | lauréat    |
| 2005  | meilleur enregistrement aborigène                     | Katak        | nomination |

### Autres prix
- 2017 : Compagnon de l'Ordre des arts et des lettres du Québec[22], honneur décerné par le Conseil des arts et des lettres du Québec.
- 2018 : Médaille d'or du lieutenant-gouverneur du Québec, pour sa contribution culturelle, sociale et économique.